# Дом мещанина Тронина
Дом Тронина (училище женское, магазин) — особняк, расположенный в городе Каменск-Уральский, Свердловской области.
Постановлением Правительства Свердловской области № 859-ПП от 28 декабря 2001 года присвоен статус памятника архитектуры регионального значения.

## Архитектура
Хозяином особняка был каменский мещанин Тронин Арсений Андреевич, наживший своё состояние на работе скобяного магазина. В 1910 году он построил возвёл для своей семьи усадьбу. Это было одно из первых сооружений в городе в стиле модерна, в декоре использованы «природный стиль», «ложная готика» и популярное в то время кирпичное кружево.
Двухэтажное здание расположено в торговом квартале исторического центра города по улице Ленина (бывшая улица Большая Московская). Главным является северный фасад, выходящий на улицу. Фасад разделён на четыре части ложными колонами-лопатками, пять из которых оканчиваются декоративными столбами в виде маленьких башен. Центральное окно шире остальных. Пространство над ним декорировано кирпичным узором без единой прямой линии. По обе стороны расположены более узкие оконца. Весь фасад остеклён вертикальным поясом. Декоративный кант с геометрическим орнаментом делит здание на этажи.
На втором этаже должен быть размещён широкий балкон. В проекте был предусмотрен третий этаж, но его хозяин достроить не успел. Окна третьего этажа сильно занижены. В 1927 году они были наглухо заложены.
Изначально в здание был только один центральный вход, через сени гости попадали в прихожую с небольшим коридором. Прямо находилась лестница на второй этаж. В доме было проведено водяное отопление, агрегаты и печь были расположены в специально построенной котельной. К восточному фасада была пристроена скобяная лавка, одна из самых больших в Каменском заводе.

## История
После революционных событий 1917 года особняк был национализирован. В 1930-х здание было частично перестроено для общественных нужд. Впоследствии была проведена грубая реставрация и стены сложенные из полнотелого и лекального вида кирпичей, были оштукатурены. Поочерёдно здание занимали различные организации: Общество потребителей, Бюро технической инвентаризации, Бюро по трудоустройству, сейчас в здании располагается местный АО «Водоканал».

## Галерея
|                          |  |                                   |  |                        |
| Старое (основное) здание |  | Не оштукатуренный северный фасад. |  | Северо-восточный угол. |